# Московский Синодальный хор
Московский Синодальный хор — российский профессиональный хор. В настоящее время Московский Синодальный хор поёт в храме «Всех скорбящих Радость» на Большой Ордынке, участвует ежегодно в более чем 800 богослужениях и даёт около 50 публичных концертов, выступает в рамках Пасхального, Рождественского, Великопостного фестивалей, сотрудничает с оркестрами — Большим симфоническим оркестром имени П. И. Чайковского, Российским национальным оркестром. В хоре 80 певцов разных возрастов. Помимо участия в торжественных богослужениях, Московский Синодальный хор выступает с концертными программами в Москве, России и за рубежом (Германия, Греция, Испания, Италия, Чехия). Руководитель Московского Синодального хора — заслуженный артист России Алексей Пузаков. При хоре также действуют Детское отделение (руководитель Наталья Асмус), Молодёжный Синодальный хор (руководитель Михаил Котельников) и симфонический оркестр Voce Anima (руководитель Алексей Медведев).

## История
Предтечей Московского Синодального хора был хор Патриарших певчих дьяков, существовавший с XVI века. С упразднением патриаршества в 1700 году певчие стали именоваться «соборными» и были прикреплены к Успенскому собору Московского Кремля. После учреждения Святейшего правительствующего синода в 1721 году они были переведены в его ведомство и стали называться синодальными. Хор исполнял духовную музыку в храмах. В хоре пели только мужчины — служители церкви.
В первой половине XVIII века в истории Синодального хора наступил период упадка — лучшие певчие переводились в Придворную певческую капеллу, к 1763 году количество певцов по указу императрицы Екатерины II снизилось до 26 человек.
В 1767 году в Синодальный хор были официально введены детские голоса, состав увеличился до 38 человек.
В XIX—XX веках хор стал исполнять и светскую музыку, русские народные песни. Как указывается в Музыкальном словаре, «Лучшая пора с[инодального] х[ора] начинается с устройством при нём специального музыкально-певческого училища <…>. В последние годы, после исторических концертов 1895, с. х. (см. Орлов, в.) достиг значительного совершенства в исполнении. Репертуар с. х. (все певчие поют только по партитурам), кроме выдающихся произведений новейших авторов, состоит большею частью из лучших переложений древних церковных напевов, а также произведений западных духовных композиторов (Палестрина, Лассо и др.)». Хотя в XIX веке в некоторых храмах стали появляться женские голоса, но Синодальный хор сохранял традиции и вплоть до закрытия там пели только мужчины и мальчики.
Для хора писали сочинения композиторы Сергей Рахманинов, Александр Кастальский, Пётр Чайковский, Сергей Танеев, Виктор Калинников, Павел Чесноков и др. Хор был первым исполнителем многих произведений русской духовной музыки (в частности, «Всенощного бдения» Александра Гречанинова в 1912 году). Руководителями хора были музыканты С. В. Смоленский, В. С. Орлов, А. Д. Кастальский, H. M. Данилин. Из регентов хора писали музыку Таболовский, Моригеровский.
В 1890 году в хоре под управлением Орлова пели 25 взрослых мужчин и 45 мальчиков. С конца XIX века хор пополнялся выпускниками и учащимися Московского музыкального-певческого училища, созданного в 1886 году.
Репертуар Синодального хора включал произведения Палестрины, О. Лассо; И. С. Баха (месса h-moll, «Страсти по Матфею»), В. А. Моцарта (Реквием), Л. Бетховена (финал 9-й симфонии), П. И. Чайковского, Н. А. Римского-Корсакова, С. И. Танеева, С. В. Рахманинова и др.
В 1919 году хор вынужденно прекратил своё существование, но его традиции продолжали его бывшие участники и выпускники Московского музыкального-певческого училища.

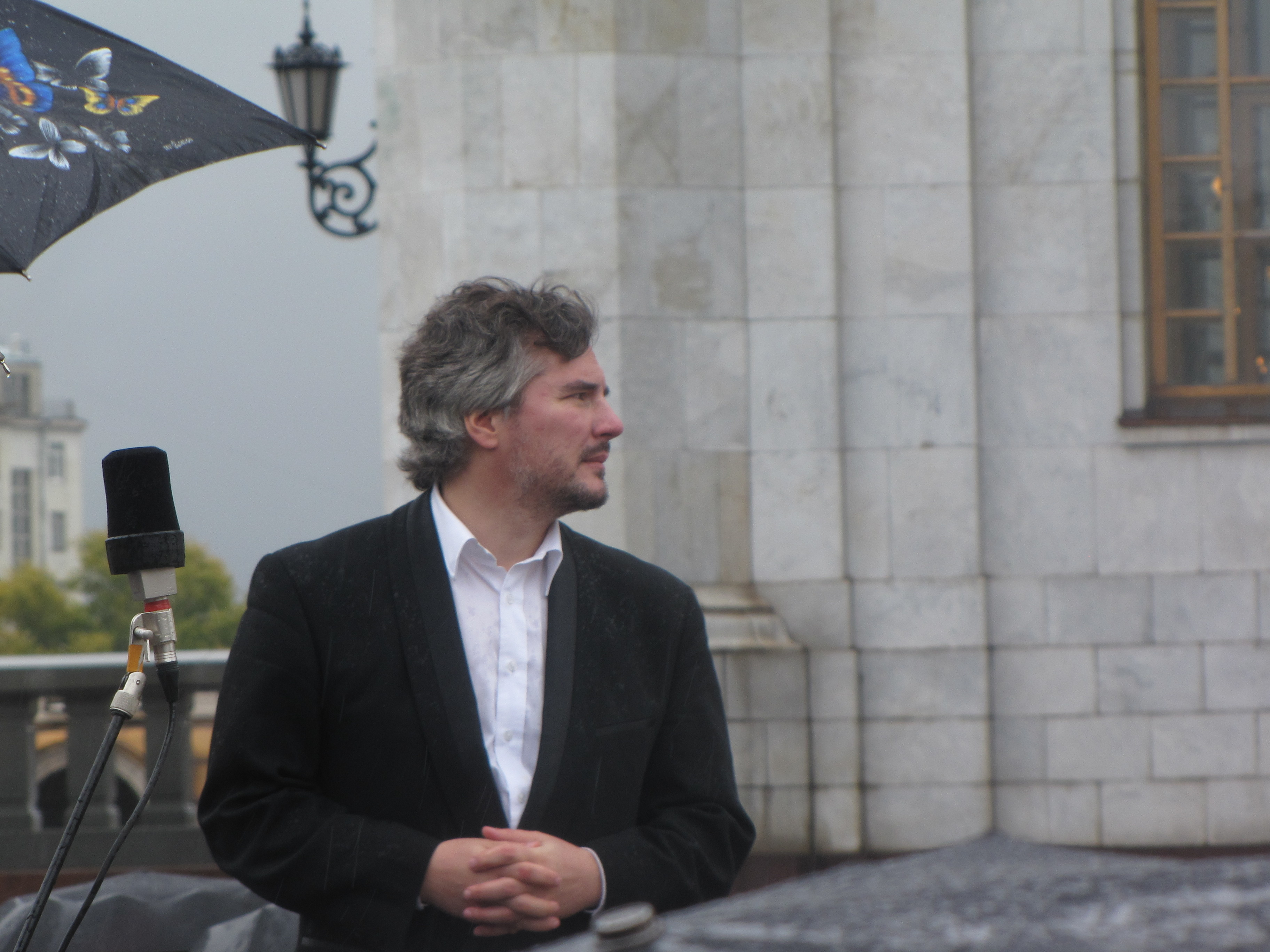
Алексей Пузаков возле храма Христа Спасителя

Работу по воссозданию хора начал весной 2009 года регент Алексей Пузаков после назначением архиепископа Илариона (Алфеева) настоятелем храма «Всех скорбящих радость» на основе певческих традиций, заложенный регентом этого храма Николаем Матвеевым. Официально о возрождении хора было объявлено 6 января 2010 года. Первый концерт Синодального хора после его возрождения состоялся 19 января в Большом зале консерватории на вечере архиепископа Илариона. Базовая площадка хора — храм иконы Божией Матери «Всех скорбящих Радость» (Спаса Преображения).
В 2010 году был учреждён Фонд содействия возрождению Синодального хора, который реализует деятельность коллектива и решает задачи сохранения и развития лучших традиций богослужебного церковного пения в России и популяризации этого искусства. 12 мая 2011 года состоялось первое заседание возрождённого Попечительского совета Московского Синодального хора. Оно прошло в московском храме во имя иконы Божией Матери «Всех Скорбящих Радость» на Большой Ордынке под председательством митрополита Волоколамского Илариона. В состав попечительского совета входят видные деятели культуры, композиторы, меценаты.